# 中央军委办公会议
中央军委办公会议，是中共中央军事委员会在中央军委常务委员会之下设立的负责军委日常工作的办事机构，自1950年代末至1980年代初曾三次设立。

## 第一次设立
1959年庐山会议后，主持军委工作的彭德怀、黄克诚（总参谋长）、洪学智等人受到批判，被调离军委和总部领导岗位。1959年9月26日，中共中央政治局决定改组中央军委，新的军委由21人组成，增设副主席及常务委员会（简称军委常委）。
1959年10月20日，中央军委发出通知，决定在军委常委之下设立办公会议，由罗瑞卿（军委常委兼军委秘书长、国防部副部长兼总参谋长）、谭政（军委常委、国防部副部长兼总政治部主任）、杨成武（副总参谋长）、肖华（军委委员、总政治部副主任）、邱会作（总后勤部部长）、肖向荣（军委副秘书长、军委办公厅主任）组成，负责军委日常工作。同时增补肖华为中央军委副秘书长。由此可见，当时军委办公会议由解放军三总部（中国人民解放军总参谋部、总政治部、总后勤部）和军委办公厅主要领导组成。
此后直至“文化大革命”前，中央军委的人员构成无变化，但军委办公会议成员先后调整：1960年5月，增补张爱萍（副总参谋长）为军委办公会议成员；1960年10月后，谭政在军委扩大会上受到林彪指责，遭到批判，被撤销中央军委常委、军委办公会议成员、国防部副部长、总政治部主任等职务；1965年6月，增补杨成武（代总参谋长）为中央军委副秘书长；1965年11月，肖向荣被免去中央军委副秘书长、军委办公会议成员、军委办公厅主任职务。1965年12月，罗瑞卿被撤销中央军委秘书长、军委办公会议成员、国防部副部长、总参谋长职务。1966年5月23日，中共中央决定由叶剑英兼任中共中央军委秘书长。 
1966年“文化大革命”爆发后，中共中央军委的工作受到干扰破坏。元帅们及其他军委成员大多受到冲击，或被打倒或靠边站。1967年3月，中共中央决定增补谢富治（国务院副总理兼公安部长，北京军区政委）、肖华（总政治部主任）、杨成武（代总参谋长）、粟裕（国防部副部长兼军事科学院第一副院长）为中央军委常委。1967年6月，张爱萍被撤销军委办公会议成员、副总参谋长职务。当时军委办公会议仅剩下3人（肖华、杨成武、邱会作），已经没有办法正常工作。 
1967年8月17日，根据中共中央、中央军委的决定，成立了由吴法宪（副总参谋长兼空军司令员）、叶群（林彪办公室主任）、邱会作（副总参谋长兼总后勤部部长）、张秀川（海军副政委）组成的军委办事组，由吴法宪负责。军委办事组实际取代了中央军委常委和办公会议。
　　

## 第二次设立
1971年九一三事件发生。1971年9月29日，中共中央发出通知决定：黄永胜、吴法宪、李作鹏、邱会作4人离职反省，交待问题。由军委副主席叶剑英主持军委日常工作。1971年10月3日，中共中央发出通知：“中央决定，撤销军委办事组，成立军委办公会议。军委办公会议由军委副主席叶剑英同志主持，并由叶剑英、谢富治、张春桥、李先念、李德生、纪登奎、汪东兴、陈士榘、张才千、刘贤权10同志组成，即日成立，在中央军委领导下负责军委日常工作，特此通知。”根据该通知，新的军委办公会议由叶剑英、谢富治（北京军区第一政委）、张春桥（南京军区第一政委）、李先念（国务院副总理）、李德生（总政治部主任兼北京军区司令员）、纪登奎（北京军区第二政委）、汪东兴（中共中央办公厅主任兼中央警卫局局长）、陈士榘（工程兵司令员）、张才干（副总参谋长）、刘贤权（铁道兵司令员）等10人组成。 
“文化大革命”后期，1975年1月5日，中共中央任命邓小平为中央军委副主席兼中国人民解放军总参谋长。1975年2月5日，中共中央决定取消军委办公会议，重新设立中央军委常务委员会，作为处理军委日常工作的办事机构。同时决定增设列席常委。

## 第三次设立
1979年初，耿飚在党、政职务外，又兼任军委常委、秘书长，协助军委主席、副主席处理军委日常工作。邓小平复出后，提出中国人民解放军要精兵简政。耿飚请示军委主席华国锋、副主席邓小平等领导后，建立了军委秘书长办公会议制度，试行11个月后，改为军委办公会议。
1979年11月4日，中共中央决定，在中央军委常委领导下恢复建立办公会议，负责处理军委日常工作。军委办公会议成员是耿飚（中央军委常委、军委秘书长）、韦国清（中央军委常委、军委副秘书长、总政治部主任）、杨勇（军委副秘书长、第一副总参谋长）、王平（总后勤部政委）、王尚荣（副总参谋长）、梁必业（总政治部第一副主任）、洪学智（国防工办主任）、肖洪达（军委办公厅主任）。军委办公会议由耿飚主持。建立军委办公会议后，不再设军委列席常委，同时增补王平为中央军委副秘书长。1980年1月10日，增补许世友、杨得志、韩先楚、杨勇、王平等为军委常委。1980年3月2日，中共中央决定，邓小平免兼中国人民解放军总参谋长，任命杨得志为总参谋长、中央军委副秘书长、军委办公会议成员。
1981年6月27日到29日召开的中共十一届六中全会一致同意华国锋辞去中共中央主席、中央军委主席职务的请求，邓小平当选为中央军委主席。1981年7月10日，中共中央、中央军委决定，杨尚昆任中共中央军委常委、秘书长，免去耿飚的中央军委秘书长职务。 
1982年起，中共中央军事委员会和中华人民共和国中央军事委员会共同设立。中央军事委员会既是中共中央的军事机关，也是国家机构的组成部分。
1982年9月12日，中共十二届一中全会决定邓小平任中共中央军委主席，叶剑英、徐向前、聂荣臻、杨尚昆任中共中央军委副主席，其中杨尚昆为常务副主席。1982年9月30日，中共中央任命杨尚昆兼任军委秘书长，余秋里、杨得志、张爱萍、洪学智任军委副秘书长，并决定中共中央军委由主席、副主席、秘书长、副秘书长组成，由秘书长、副秘书长组成常务会议，负责处理军委日常工作。此后，中央军委不再设立常务委员会以及办公会议。

## 历任成员
第一次设立
- 罗瑞卿（1959年10月—1965年12月，军委常委兼军委秘书长、国防部副部长兼总参谋长）
- 谭政（1959年10月—1960年10月，军委常委、国防部副部长兼总政治部主任）
- 杨成武（1959年10月—？，副总参谋长，1965年6月起任军委副秘书长、代总参谋长，1967年3月增补为军委常委）
- 肖华（1959年10月—？，军委委员、总政治部副主任，1967年3月增补为军委常委）
- 邱会作（1959年10月—？，总后勤部部长）
- 肖向荣（1959年10月—1965年11月，军委副秘书长、军委办公厅主任）
- 张爱萍（1960年5月—1967年6月，副总参谋长）[2]

第二次设立
- 叶剑英（1971年10月—1975年2月，军委副主席）
- 谢富治（1971年10月—1972年3月26日逝世，军委委员、北京军区第一政委）
- 张春桥（1971年10月—1975年2月，军委委员、南京军区第一政委）
- 李先念（1971年10月—1975年2月，国务院副总理）
- 李德生（1971年10月—1975年2月，军委委员、总政治部主任兼北京军区司令员）
- 纪登奎（1971年10月—1975年2月，北京军区第二政委）
- 汪东兴（1971年10月—1975年2月，中共中央办公厅主任兼中央警卫局局长）
- 陈士榘（1971年10月—1975年2月，军委委员、工程兵司令员）
- 张才千（1971年10月—1975年2月，副总参谋长）
- 刘贤权（1971年10月—1975年2月，军委委员、铁道兵司令员）[2]

第三次设立
- 耿飚（1979年11月—1981年7月，军委常委、军委秘书长）
- 韦国清（1979年11月—1982年9月，军委常委、军委副秘书长、总政治部主任）
- 杨勇（1979年11月—1982年9月，军委委员、军委副秘书长、第一副总参谋长，1980年1月增补为军委常委）
- 王平（1979年11月—1982年9月，军委委员、军委副秘书长、总后勤部政委，1980年1月增补为军委常委）
- 王尚荣（1979年11月—1982年9月，军委委员、副总参谋长）
- 梁必业（1979年11月—1982年9月，军委委员、总政治部第一副主任）
- 洪学智（1979年11月—1982年9月，军委委员、国防工办主任）
- 肖洪达（1979年11月—1982年9月，军委办公厅主任）
- 杨得志（1980年3月—1982年9月，军委常委、军委副秘书长、总参谋长）[2]